# UCIトラックワールドカップ2009-2010
UCIトラックワールドカップ2009-2010（UCI Track Cycling World Cup Classics 2009-2010）は自転車競技・トラックレースの国際大会。2009年11月から2010年1月まで全4戦行われた。各種目の総合優勝者は、2010年3月にデンマーク、バレルプで開催される世界選手権への優先出場権を獲得する。

## 日程及び結果

### 男子
| 種目                                    | 優勝 | 2位 | 3位 | 日本人選手成績                                                      |
| マンチェスター…2009年10月30日 - 11月1日 | マンチェスター…2009年10月30日 - 11月1日                                                                    | マンチェスター…2009年10月30日 - 11月1日                                                                          | マンチェスター…2009年10月30日 - 11月1日                                                                      | マンチェスター…2009年10月30日 - 11月1日                             |
| --------------------------------------- | --- | --- | --- | ------------------------------------------------------------------- |
| ケイリン                                | (SKY) クリス・ホイ                                                                                         | クリストス・ヴォリカキス                                                                                         | マキシミリアン・レヴィ                                                                                       | 敗者復活戦敗退 佐藤友和                                             |
| スプリント                              | (SKY) クリス・ホイ                                                                                         | マシュー・クランプトン                                                                                           | ジェイソン・ケニー                                                                                           | 38位 佐藤友和                                                       |
| チームSP                                | チームスカイ+HD(SKY) ロス・エドガー クリス・ホイ ジェミー・スタッフ                                        | イギリス マシュー・クランプトン デヴィッド・ダニエル ジェイソン・ケニー                                          | ドイツ ローベルト・フォルステマン シュテファン・ニムケ トービアス・ヴァハター                                | 6位 成田和也 新田祐大 渡邉一成                                      |
| 個人追抜                                | ジェライント・トーマス                                                                                     | ドミニク・コルニュ                                                                                               | ヴィタリー・シュチェドフ                                                                                     |                                                                     |
| 団体追抜                                | イギリス スティーヴン・バーク エド・クランシー アンドリュー・テナント ジェライント・トーマス               | スペイン セルヒ・エスコバル ダビ・ムンタネル アントニオ・タウレル エロイ・テルエル                               | ウクライナ · マクシム・フォンラベ · マクシム・ポリシュチュク · ヴィタリー・シュチェドフ · ロマン・コノネンコ |                                                                     |
| ポイント                                | クリス・ニュートン                                                                                         | (HKP) ホ・ティン・クウォク                                                                                       | ローガー・クルーゲ                                                                                           | 6位 盛一大                                                          |
| マディソン                              | ベルギー ケニー・デケテル ティム・メルテンス                                                               | ドイツ ローガー・クルーゲ ローベルト・バルトコ                                                                   | ロシア セルゲイ・コレスニコフ アレクセイ・シュミット                                                         |                                                                     |
| 1kmTT                                   | シュテファン・ニムケ                                                                                       | デヴィッド・ダニエル                                                                                             | チョンヤン・ワン                                                                                             | 10位 新田祐大                                                       |
| スクラッチ                              | イヴァン・コヴァレフ                                                                                       | ルカシュ・ブイコ                                                                                                 | セルゲイ・ラグクティ                                                                                         |                                                                     |
| JKA ケイリン                            | マシュー・クランプトン                                                                                     | クリストス・ヴォリカキス                                                                                         | アジズル・ハスニ・アウァン                                                                                   | 13位 成田和也 16位 吉川誠 16位 佐藤友和 16位 新田祐大 19位 渡邉一成 |
| メルボルン…2009年11月19日 - 11月21日    | | | |                                                                     |
| ケイリン                                | カルステン・ベルゲマン                                                                                     | アジズル・ハスニ・アウァン                                                                                       | ジョサイア・ヌグ                                                                                             | 11位 深谷知広                                                       |
| スプリント                              | (JAY) シェーン・パーキンス                                                                                 | (COF) ケヴィン・シロー                                                                                           | マシュー・クランプトン                                                                                       | 17位 深谷知広 29位 坂本貴史                                         |
| チームSP                                | チーム・ジェイコ(JAY) ダニエル・エリス シェーン・パーキンス スコット・サンダーランド                       | ドイツ カルステン・ベルゲマン レーネ・エンダース トービアス・ヴァハター                                          | ロシア セルゲイ・ボリソフ デニス・ドミトリエフ セルゲイ・クチェロフ                                          | 7位 深谷知広 坂本貴史 脇本雄太                                      |
| 個人追抜                                | ジェシー・サージェント                                                                                     | ロハン・デニス                                                                                                   | ヴィタリー・シュチェドフ                                                                                     | 12位 脇本雄太                                                       |
| 団体追抜                                | オーストラリア ロハン・デニス ルーク・ダーブリッジ マイケル・ヘプバーン キャメロン・マイヤー               | イギリス スティーヴン・バーク エド・クランシー アンドリュー・テナント アンドリュー・フェン                       | ニュージーランド サム・ビューリー ピーター・レイサム マーク・ライアン ジェシー・サージェント                 |                                                                     |
| ポイント                                | キャメロン・マイヤー                                                                                       | イオアニス・タモウリディス                                                                                       | ルカシュ・ブイコ                                                                                             | 7位 盛一大                                                          |
| マディソン                              | ニュージーランド マーク・ライアン トーマス・スクリー                                                       | ドイツ ローベルト・ベンクシュ マルセル・カルツ                                                                   | ウクライナ · セルゲイ・ラグクティ · ミハイル・ラディオノフ                                                   | 11位 飯島誠 盛一大                                                  |
| 1kmTT                                   | (JAY) スコット・サンダーランド                                                                             | ワン・チョンヤン                                                                                                 | テーン・ムルダー                                                                                             | 12位 坂本貴史                                                       |
| スクラッチ                              | トーマス・スカリー                                                                                         | ルカシュ・ブイコ                                                                                                 | (KTA)ヴィクトル・シュマルコ                                                                                  | 9位 盛一大                                                          |
| カリ…2009年12月10日 - 12月12日          | | | |                                                                     |
| ケイリン                                | ミカエル・ダルメダ                                                                                         | (COF) テーン・ムルダー                                                                                           | アンドリー・ヴィノクロフ                                                                                     | 5位 脇本雄太                                                        |
| スプリント                              | (COF) ケヴィン・シロー                                                                                     | ローベルト・フォルステマン                                                                                       | マキシミリアン・レヴィ                                                                                       | 9位 新田祐大 10位 脇本雄太                                          |
| チームSP                                | コフィディス テーン・ムルダー フランソワ・ペルヴィス ケヴィン・シロー                                      | ドイツ ローベルト・フォルステマン マキシミリアン・レヴィ マティアス・ストゥムフ                                  | ウクライナ · イェフヘン・ボリブルク · ユリー・ツユピク · アンドリー・ヴィノクロフ                            | 9位 新田祐大 佐々木龍 脇本雄太                                      |
| 個人追抜                                | ヴィタリー・ポプコフ                                                                                       | フアン・エステバン・アランゴ                                                                                     | ゲディミナス・バグドナス                                                                                     |                                                                     |
| 団体追抜                                | コロンビア · フアン・エステバン・アランゴ · アリエス・カストロ · エドウィン・アビラ · ウェルマル・ロドラン | ロコモティフ (LOK) アルトゥール・エルショフ ヴァレリー・カイコフ エフゲニー・シャルノフ キリル・スヴェシュニコフ | スペイン パブロ・ベルナル ラモン・ドメネ セルヒ・エスコバル ルイス・マス                                     |                                                                     |
| ポイント                                | イオアニス・タモウリディス                                                                                 | イルヨ・カイセ                                                                                                   | マルセル・バルト                                                                                             |                                                                     |
| マディソン                              | ドイツ マルセル・バルト エリック・モース                                                                   | ロコモティフ (LOK) アルトゥール・エルショフ ヴァレリー・カイコフ                                                 | コロンビア · カルロス・オスピナ · カルロス・ウラン                                                           |                                                                     |
| 1kmTT                                   | ミカエル・ダルメダ                                                                                         | フランソワ・ペルヴィス                                                                                           | イェフヘン・ボリブルク                                                                                       | 6位 新田祐大                                                        |
| スクラッチ                              | アンヘル・コリャ                                                                                           | エリック・モース                                                                                                 | レオナルド・ドゥケ                                                                                           |                                                                     |
| 北京…2010年1月22日 - 1月24日            | | | |                                                                     |
| ケイリン                                | アジズル・ハスニ・アウァン                                                                                 | ジェイソン・ニブレット                                                                                           | (JAY) ダニエル・エリス                                                                                       | 7位 浅井康太                                                        |
| スプリント                              | エドワード・ドーキンス                                                                                     | ミカエル・ダルメダ                                                                                               | (COF) フランソワ・ペルヴィス                                                                                 | 18位 渡邉一成                                                       |
| チームSP                                | 中国 チェン・チャンソン ツァン・レイ ツァン・ミャオ                                                        | チーム・ジェイコ(JAY) ダニエル・エリス シェーン・パーキンス スコットサンダーランド                               | フランス グレゴリー・ボジェ ミカエル・ダルメダ ティエリ・ジョレ                                              | 11位 成田和也 新田祐大 柴崎淳                                       |
| 個人追抜                                | ヴィタリー・シュチェドフ                                                                                   | マイケル・ヘプバーン                                                                                             | (LOK) ヴァレリー・カイコフ                                                                                   |                                                                     |
| 団体追抜                                | オーストラリア ルーク・ダーブリッジ マイケル・ヘプバーン リー・ハワード トラヴィス・マイヤー               | オランダ レヴィ・ハイマンス アモ・ファンデルズウェト ティム・フェルト シプク・ゼイストラ                         | ニュージーランド シェーン・アークボルト アーロン・ゲイト トーマス・スカリー マイロン・シンプソン             |                                                                     |
| ポイント                                | ザッカリー・ベル                                                                                           | (HKP) 郭灝霆 | トーマス・スカリー                                                                                           | 9位 盛一大                                                          |
| マディソン                              | 香港プロサイクリング (HKP) 郭灝霆 チョイ・キ・ホ                                                           | イタリア エリア・ヴィヴィアーニ アンジェロ・チッコーネ                                                           | ニュージーランド マイロン・シンプソン トーマス・スカリー                                                     |                                                                     |
| 1kmTT                                   | ツァン・ミャオ                                                                                             | ヨアツィム・アイラース                                                                                           | カミル・クチィンスキ                                                                                         | 7位 新田祐大                                                        |
| スクラッチ                              | ザッカリー・ベル                                                                                           | ヘイデン・ゴッドフリー                                                                                           | ウェルナー・リーベンバウアー                                                                                 | 9位 飯島誠                                                          |

### 女子
| 種目                                    | 優勝                                                                                | 2位                                                                           | 3位                                                                                           |
| マンチェスター…2009年10月30日 - 11月1日 | マンチェスター…2009年10月30日 - 11月1日                                             | マンチェスター…2009年10月30日 - 11月1日                                       | マンチェスター…2009年10月30日 - 11月1日                                                       |
| --------------------------------------- | ----------------------------------------------------------------------------------- | ----------------------------------------------------------------------------- | --------------------------------------------------------------------------------------------- |
| ケイリン                                | シモーナ・クルペツカイテー                                                          | 郭爽                                                                          | アンナ・メアーズ                                                                              |
| スプリント                              | (SKY) ヴィクトリア・ペンドルトン                                                    | 郭爽                                                                          | シモーナ・クルペツカイテー                                                                    |
| チームSP                                | オーストラリア カーリー・マカラク アンナ・メアーズ                                  | オランダ イヴォンヌ・ハイヘナール ウィリー・カニス                            | ドイツ ダーナ・グレス ミーリアム・ヴェルテ                                                    |
| 個人追抜                                | ウェンディ・フーヴナゲル                                                            | ジョセフィーヌ・トミック                                                      | フェラ・クドーダー                                                                            |
| 団体追抜                                | イギリス エリザベス・アーミステッド ウェンディ・フーヴナゲル ジョアンナ・ロスウェル | ドイツ リーザ・ブレンナウアー フェレーナ・ヨース マーデライネ・ザンディヒ     | オーストラリア テス・ダウニング ベリンダ・ゴス ジョセフィーヌ・トミック                       |
| ポイント                                | エリザベス・アーミステッド                                                          | ユマリ・ゴンサレス                                                            | エフゲニヤ・ロマニュタ                                                                        |
| 500mTT                                  | アンナ・メアーズ                                                                    | (SKY) ヴィクトリア・ペンドルトン                                              | ウィリー・カニス                                                                              |
| スクラッチ                              | ベリンダ・ゴス                                                                      | エフゲニヤ・ロマニュタ                                                        | (PROMAN) シェリー・オールズ                                                                   |
| メルボルン…2009年11月19日 - 11月21日    |                                                                                     |                                                                               |                                                                                               |
| ケイリン                                | アンナ・メアーズ                                                                    | 郭爽                                                                          | クリスティン・ムヒェ                                                                          |
| スプリント                              | アンナ・メアーズ                                                                    | 郭爽                                                                          | ウィリー・カニス                                                                              |
| チームSP                                | 中国 宮金傑 ジュンホン・リン                                                        | オランダ イヴォンヌ・ハイヘナール ウィリー・カニス                            | オーストラリア アンナ・メアーズ エミリー・ロスモンド                                          |
| 個人追抜                                | ウェンディ・フーヴナゲル                                                            | アリソン・シャンクス                                                          | レスヤ・カリトフスカ                                                                          |
| 団体追抜                                | ニュージーランド ケイティ・ボーイド ローレン・エリス アリソン・シャンクス           | イギリス ケイティ・コルクラフ ウェンディ・フーヴナゲル ジョアンナ・ロウセル   | オーストラリア アシュリー・アンクディノフ サラ・ケント ジョセフィーヌ・トミック               |
| ポイント                                | ジョルジャ・ブロンツィーニ                                                          | シェリー・オールズ                                                            | マーデライネ・ザンディヒ                                                                      |
| 500mTT                                  | アンナ・メアーズ                                                                    | (JAY)カーリー・マッキュロッチ                                                 | サンディ・クレール                                                                            |
| スクラッチ                              | エフゲニヤ・ロマニュタ                                                              | ジョルジャ・ブロンツィーニ                                                    | (VBR)クリフ＝ライアン・セレサ                                                                 |
| カリ…2009年12月10日 - 12月12日          |                                                                                     |                                                                               |                                                                                               |
| ケイリン                                | クリスティン・ムヒェ                                                                | エミリー・ローズモンド                                                        | ディアナ・ガルシア                                                                            |
| スプリント                              | シモーナ・クルペツカイテー                                                          | ウィリー・カニス                                                              | リサンドラ・ゲラ                                                                              |
| チームSP                                | オランダ イヴォンヌ・ハイヘナール ウィリー・カニス                                  | リトアニア · ギンタレ・ガイウェニーテー · シモーナ・クルペツカイテー          | ロシア ヴィクトリア・バラノワ オルガ・ストレツォワ                                            |
| 個人追抜                                | サラ・ハマー                                                                        | タラ・ホイッテン                                                              | ウィリア・セライカイテー                                                                      |
| 団体追抜                                | カナダ ローラ・ブラウン ステファニー・ルーアダ タラ・ホイッテン                     | アメリカ合衆国 ドッツィー・バウシュ サラ・ハマー ローレン・タマヨ             | リトアニア · ワイダ・ピカウスカイテー · ウィリヤ・セライカイテー · アウストリネ・トレバイテー |
| ポイント                                | ジョルジャ・ブロンツィーニ                                                          | タラ・ホイッテン                                                              | カルロッテ・ベッカー                                                                          |
| 500mTT                                  | シモーナ・クルペツカイテー                                                          | ウィリー・カニス                                                              | リサンドラ・ゲラ                                                                              |
| スクラッチ                              | タツィアナ・シャラコワ                                                              | ジョルジャ・ブロンツィーニ                                                    | ユマリ・ゴンサレス                                                                            |
| 北京…2010年1月22日 - 1月24日            |                                                                                     |                                                                               |                                                                                               |
| ケイリン                                | 郭爽                                                                                | ミーリアム・ヴェルテ                                                          | リー・ワイ・スズィ                                                                            |
| スプリント                              | 郭爽                                                                                | アンナ・メアーズ                                                              | リン・ジュンホン                                                                              |
| チームSP                                | 中国 宮金傑 リン・ジュンホン                                                        | オランダ イヴォンヌ・ハイヘナール ウィリー・カニス                            | オーストラリア エミリー・ローズモンド アンナ・メアーズ                                        |
| 個人追抜                                | アリソン・シャンクス                                                                | ウィリヤ・セライカイテー                                                      | タラ・ホイッテン                                                                              |
| 団体追抜                                | オーストラリア アシュリー・アンカディノフ サラ・ケント ジョセフィーヌ・トミック     | ニュージーランド ローレン・エリス ジェイミー・ニールセン アリソン・シャンクス | カナダ ローラ・ブラウン ステファニー・ルーアダ タラ・ホイッテン                               |
| ポイント                                | ミーガン・ダン                                                                      | エレナ・チャリク                                                              | ジョルジャ・ブロンツィーニ                                                                    |
| 500mTT                                  | ウィリー・カニス                                                                    | 宮金傑                                                                        | アンナ・メアーズ                                                                              |
| スクラッチ                              | フェラ・クドーダー                                                                  | アウスリネー・トレバイテー                                                    | エフゲニヤ・ロマニュタ                                                                        |